# E-trade
E*TRADE Financial Corporation är ett amerikanskt bolag för finansiella tjänster. Den huvudsakliga verksamheten består i att erbjuda tjänster som nätmäklare, det vill säga möjlighet att handla med värdepapper och andra relaterade tjänster över internet. Den 3 december 2009 meddelades att danska Saxo Bank köper den nordiska delen av den E-trades verksamhet.